# Gare de Kneževac
Pour les articles homonymes, voir Kneževac.
La gare de Kneževac (en serbe cyrillique : Железничка станица Кнежевац ; en serbe latin : Železnička stanica Kneževac) est une gare située à Belgrade, la capitale de la Serbie, dans la municipalité urbaine de Rakovica.

## Service des voyageurs

### Desserte
Kneževac est une des stations du réseau express régional Beovoz. On peut y emprunter les lignes 2 (Ripanj - Resnik - Rakovica - Pančevo Vojlovica), 3 (Stara Pazova - Batajnica - Beograd Centar - Rakovica - Resnik - Ripanj), 4 (Pančevo Vojlovica - Valjevo) et 5 (Nova Pazova - Batajnica - Beograd Centar - Rakovica - Resnik - Mladenovac).

### Intermodalité
La ligne de tramway 3 (Tašmajdan - Gare de Kneževac) dessert la gare.